# Ušba
Ušba (gruzínsky უშბა, v překladu Cesta do neznáma) je hora střední části Velkého Kavkazu. Nachází se v gruzínském regionu Svanetie, pár set metrů jižně od hranic s ruskou Kabardsko-balkarskou republikou, na krátkém výběžku z hlavního kavkazského hřebene. Jedná se o monumentální skalní pyramidu se dvěma vrcholy (jižní 4700 m n. m., severní 4697 m n. m.). Ačkoli hora se svou výškou nepatří k těm úplně nejvyšším na Kavkaze, je výraznou dominantou severní Svanetie a bývá označována jako „kavkazský Matterhorn“.

## Výstupy
Ušba byla kolébkou technického horolezectví v oblasti bývalého Sovětského svazu. Všechny výstupové cesty dosahují velké technické obtížnosti. Klasická výstupová cesta na severní vrchol je hodnocena stupněm 4A ruské škály a byla poprvé prostoupena J. G. Cokkinem a U. Almerem roku 1888. Mnohem obtížněji přístupný jižní vrchol (cesty od stupně 5B) byl poprvé zdolán výpravou B. Rickmer-Rickmerse roku 1903.